# Любин, Эйльхард
Э́йльхард Лю́бин (нем. Eilhard Lübben, лат. Eilhardus Lubinus, 23 марта 1565, Вестерстеде — 2 июня 1621, Росток) — немецкий математик, картограф, поэт, издатель и лютеранский теолог.

## Биография
Эйльхард родился 23 марта 1565 года в семье лютеранского священнослужителя. Получив стипендию от ольденбургского герцога Иоганна VII, Эйльхард Любин с 1588 по 1594 гг. обучался в университетах Лейпцига, Кёльна, Страсбурга и Марбурга. В 1594 году закончил Ростокский университет. В 1595 году в этом же университете он был назначен профессором математики и поэзии. В 1605 году был переведён на кафедру теологии. До своей смерти в 1621 году он был четырежды ректором Ростокского университета.
С 1610 по 1618 год Эйльхард Любин работал над картой Померанского герцогства, которую заказал померанский герцог Филипп II. Является также автором других карт Померанского герцогства (в частности карты Рюгенского герцогства, изданной в 1609 году).
Эйльхард Любинус занимался издательской деятельностью, выпуская сочинения древнегреческих философов. Он издал на немецком языке сочинения Анакреонта, Горация, Гиппократа. Им был издан словарь древнегреческого языка Lexicon Clavis Graecae linque, который приобрёл в то время большую популярность, выдержав 11 изданий.
В 1617 году Эйльхард Любин издал трёхъязычный Новый Завет, в предисловии которого выступил с идеей использовать латинский язык в живой речи. Он также издавал собственные богословские сочинения в альманахе Phosphorus, на страницах которого высказывал идеи криптокальвинизма. Будучи обвинённым в поддержке кальвинизма, он прекратил издавать этот альманах в 1607 году.
Научная деятельность Эйльхарда Любина значительно повлияла на творчество Яна Коменского.
Эйльхард Любин умер 2 июня 1621 года и был похоронен в несохранившейся до нашего времени церкви святого Иакова в Ростоке.

## Источник
- August Mutzenbecher: Lubinus, Eilhardus. In: Allgemeine Deutsche Biographie (ADB). Band 19, Duncker & Humblot, Leipzig 1884, S. 331.
- Karl Ernst Hermann Krause: Zusätze und Berichtigungen. Band XIX. In: Allgemeine Deutsche Biographie (ADB). Band 20, Duncker & Humblot, Leipzig 1884, S. 747.
- Gottfried von Bülow: Zusätze und Berichtigungen. Band XIX. In: Allgemeine Deutsche Biographie (ADB). Band 21, Duncker & Humblot, Leipzig 1885, S. 796.
- Wilhelm Schmidt-Biggemann: Lubinus, Eilhard. In: Neue Deutsche Biographie (NDB). Band 15, Duncker & Humblot, Berlin 1987, S. 263 f.
- Eckhard Jäger, Roderich Schmidt (Hrsg.): Die große Lubinsche Karte von Pommern aus dem Jahre 1618. Mit beschreibendem Text von Alfred Haas (1926). Nordostdeutsches Kulturwerk, Lüneburg 1980, ISBN 3-922296-18-1.
- Bibliotheca Britannica
- Deutsche Biographie
- Pierre Bayle’s Dictionnaire
- Chalmer’s Biography (1812)